# Louisenwerth
Louisenwerth ist der Name einer verwaisten Ortsstelle im Rajon Prawdinsk innerhalb der russischen Oblast Kaliningrad.

## Geographische Lage
Die Wüstung Louisenwerth liegt am Ostufer des Flüsschens Stogowka (deutsch Omet) in der südlichen Mitte der Oblast Kaliningrad, sieben Kilometer südöstlich der früheren Kreisstadt Gerdauen (russisch Schelesnodoroschny) bzw. 28 Kilometer südöstlich der heutigen Rajonstadt Prawdinsk (deutsch Friedland (Ostpr.)).

## Geschichte
Im Jahre 1419 wurden im Dorf Assaunen (heute polnisch Asuny) eine Kirche, ein Krug und auch eine Mühle erwähnt. Erst später – um 1800 – erhielt die Mühle den Namen „Louisenwerth“.
Am 1. April 1874 wurde das Vorwerk Louisenwerth aus dem Gutsbezirk Heiligenstein (polnisch Ŝwięty Kamień) in den Gutsbezirk Posegnick (russisch Sori, heute eine Wüstung) im ostpreußischen Amtsbezirk Kanoten (polnisch Kanoty, nicht mehr existent) im Kreis Gerdauen umgegliedert. Im Jahre 1905 zählte Louisenwerth 90 Einwohner.
Infolge des Zweiten Weltkrieges kam Louisenwerth zur Sowjetunion. Es lag direkt an der neu gezogenen Grenze zu Polen und wurde in den 1950er Jahren nicht wieder besiedelt.

## Kirche
Bis 1945 war Louisenwerth in das Kirchspiel der evangelischen Kirche Assaunen in der Kirchenprovinz Ostpreußen der Kirche der Altpreußischen Union sowie in die römisch-katholische Kirche St. Bruno Insterburg (russisch Tschernjachowsk) im Bistum Ermland eingepfarrt.

## Verkehr
Louisenwerth liegt an einer – heute durch die russisch-polnische Staatsgrenze unterbrochenen – Nebenstraße, die bis 1945 die ostpreußischen Dörfer Assaunen (heute polnisch Asuny) und Wandlacken (heute russisch Swerewo) verband und in Louisenwerth das Flüsschen Stogowka (deutsch Omet) kreuzte. In Wandlacken stieß sie auf die Reichsstraße 131 (die heutige russische Regionalstraße 27A-083, ex A 196), die Königsberg (Preußen) (russisch Kaliningrad) mit dem südöstlichen Ostpreußen verband.
Wandlacken war vor 1945 auch die nächste Bahnstation. Sie lag an der Bahnstrecke Königsberg–Angerburg, die heute aber nicht mehr befahren wird.